# Pachnobia brachiptera
Pachnobia brachiptera là một loài bướm đêm trong họ Noctuidae.